# 2003-as magyar teniszbajnokság
A 2003-as magyar teniszbajnokság a száznegyedik magyar bajnokság volt. A bajnokságot június 9. és 15. között rendezték meg Budaörsön, a Terra Parkban.

## Eredmények
| Versenyszám  | Arany                                 | Arany | Ezüst                                                      | Ezüst | Bronz | Bronz |
| ------------ | ------------------------------------- | ----- | ---------------------------------------------------------- | ----- | --- | ----- |
| Férfi egyéni | Noszály Sándor Vasas SC               |       | Jaross Gábor Vasas SC                                      |       | Kiss Sebő Tordas SEFonó László Pécs VTC                                                                  |       |
| Női egyéni   | Fodor Zsuzsa Vasas SC                 |       | Stadler Ildikó Zalaegerszegi TE                            |       | Pócza Barbara Bp. SpartacusBerecz-Szatmári Kinga Zalaegerszegi TE                                        |       |
| Férfi páros  | Jaross Gábor, Hultai Gergely Vasas SC |       | Böröczky Zoltán, György Tamás LRI-Malév SC, Hód TC         |       | Kiss Sebő, Kiss Zalán Tordas SEKóczán Viktor, Szathmáry Tibor Hód TC, Szarvasi USE                       |       |
| Női páros    | Fodor Zsuzsa, Molnár Eszter Vasas SC  |       | Marosfalvi Zsuzsanna, Rédecsi Anna SMASH TC Eger, Mátra SE |       | Berecz-Szatmári Boglárka, Stadler Ildikó Zalaegerszegi TEBalázs Ildikó, Tellér Petra Építők TC, Vasas SC |       |